# Resolución 1520 del Consejo de Seguridad de las Naciones Unidas
La Resolución 1520 del Consejo de Seguridad de las Naciones Unidas, adoptada por unanimidad el 22 de diciembre de 2003 tras examinar un informe del Secretario General Kofi Annan sobre la Fuerza de las Naciones Unidas de Observación de la Separación (FNUOS), prorrogó el mandato del Consejo por otros seis meses, hasta el 30 de junio de 2004. 
La Resolución instó a las partes interesadas a aplicar inmediatamente la Resolución 338 (1973) y solicitó al Secretario General que presentara un informe sobre la situación al final de ese período.
El informe del Secretario General presentado de conformidad con la resolución anterior sobre la FNUOS decía que la situación entre Israel y Siria se había mantenido en general tranquila, aunque la situación en el Oriente Medio en su conjunto seguía siendo peligrosa hasta que se pudiera llegar a una solución. También informó que la zona estaba tensa desde un ataque aéreo israelí del 5 de octubre de 2003, lo cual condenó. 